# Ricardo Pierre-Louis
Pour les articles homonymes, voir Pierre-Louis.
Ricardo Pierre-Louis, né le 2 novembre 1984 à Léogâne, est un ancien footballeur haïtien. 
Il parle couramment le créole, le français, l'anglais, le portugais et l'espagnol.